# گوی وی (ورزشکار)
گوی وی (انگلیسی: Guo Wei؛ زادهٔ ۳۱ ژوئیهٔ ۱۹۸۳) اسکیت‌باز سرعت، و اسکیت‌باز سرعت، اهل چین است.